# Tahegan
Tahegan – złota moneta o wartości arabskiego dinara, będąca w obiegu w Armenii od XII do XIV w.